# Alcis mendeli
Alcis mendeli là một loài bướm đêm trong họ Geometridae.